# Zach Hankins
Zach Hankins (Charlevoix (Míchigan), 27 de julio de 1996) es un jugador de baloncesto estadounidense  que pertenece a la plantilla del Covirán Granada de la Liga ACB. Con 2,11 metros de estatura, jugaba en la posición de pívot.

## Trayectoria deportiva
Jugó durante tres temporadas en Ferris State Bulldogs (2015-2018) y una temporada en Xavier Musketeers (2018-2019) y tras no ser elegido en el Draft de la NBA de 2019, jugaría dos partidos de la liga de verano de la NBA 2019 con Philadelphia Sixers en la ciudad de Las Vegas.
En verano de 2019 se marcha a la República Checa para debutar como profesional en las filas del ČEZ Basketball Nymburk promediando la cifra de 12.71 por encuentro en 28 partidos de la Národní Basketbalová Liga y 16 partidos en la Basketball Champions League en los que promedia 11.06 puntos por encuentro.
El 19 de mayo de 2020 fichó por el Maccabi Rishon LeZion de la Ligat Winner.
El 29 de julio de 2021, firma por el South East Melbourne Phoenix de la National Basketball League (Australia), pero una lesión disputando las ligas de verano de la NBA hizo que fuera despedido antes del comienzo de la competición.
El 10 de abril de 2022 firmó con los Mets de Guaynabo de la BSN.
El 28 de julio de 2022, fichó por el Hapoel Jerusalem de la Ligat ha'Al israelí y la Basketball Champions League.
El 19 de julio de 2024 fichó por el U-BT Cluj-Napoca de la Liga Națională rumana.
El 31 de julio de 2025, fichó por el Covirán Granada de la Liga ACB española.